# Fortjärnen, Lappland
Fortjärnen är en sjö i Dorotea kommun i Lappland och ingår i Ångermanälvens huvudavrinningsområde. Sjön har en area på 0,0525 kvadratkilometer och ligger 666,2 meter över havet. Fortjärnen ligger i Blaikfjället Natura 2000-område. Sjön avvattnas av vattendraget Bergvattenån (Fjällån).

## Delavrinningsområde
Fortjärnen ingår i det delavrinningsområde (715140-152168) som SMHI kallar för Ovan Pålbäcken. Medelhöjden är 560 meter över havet och ytan är 44,91 kvadratkilometer. Det finns inga avrinningsområden uppströms utan avrinningsområdet är högsta punkten. Bergvattenån (Fjällån) som avvattnar avrinningsområdet har biflödesordning 4, vilket innebär att vattnet flödar genom totalt 4 vattendrag innan det når havet efter 298 kilometer. Avrinningsområdet består mestadels av skog (68 procent) och sankmarker (29 procent). Avrinningsområdet har 0,67 kvadratkilometer vattenytor vilket ger det en sjöprocent på 1,5 procent.